# Михаїл Крітовул
Михаїл Крітовул (грец. Μιχαήλ Κριτόβουλος ;  бл. 1410 – бл. 1470) — грецький політик, учений та історик. Відомий як автор "Історії", в якій він описав османське завоювання Східної Римської імперії за султана Мехмеда II. Праця Крітовула, разом із творами Дуки, Лаоніка Халкоконділа та Георгія Сфрандзі, є одним із головних історичних джерел про падіння Константинополя в 1453 році.

## Біографія
Справжне ім’я Крітовула — Михаїл Крітопул (грец. Μιχαήλ Κριτόπουλος). Він змінив своє прізвище на більш класичний за звучанням варіант «Крітовул», на честь персонажа з таким іменем із діалогів Платона.
Народився у родині землевласників на о. Імброс. У 1450-х роках він був політичним лідером острова і грав активну роль у мирній передачі Імброса, Лемноса і Тасоса туркам після остаточного розпаду Візантійської імперії. 

## Твори
Пізніше він написав працю «Історія» в п’яти книгах. Це історіографічний твір про піднесення Османської імперії та остаточне завоювання залишків Східної Римської імперії. Найважливіша її частина — біографія турецького султана Мехмеда II Завойовника, якому й був присвячений твір. Опинившись під владою турків, Крітовул захоплювався Мехмедом у своїй праці і водночас із жалобою через поразку греків висловлював примирення із переходом влади до турків, який він інтерпретував як світову подію, передбачену вищими силами.
Крітовул взяв за літературний взірець праці Йосипа Флавія, єврейського історика, який описав знищення римлянами Єрусалиму. "Історія"" є найдетальнішим історіографічним описом першого десятиліття турецького правління в Константинополі, під час якого проходило  відновлення та заселення міста. Рукопис цього тексту зберігається в Стамбулі. Крітовул спирався на праці Фукідіда як зразок для своєї "Історії". 
1. 1 2 3  Bibliothèque nationale de France BNF: платформа відкритих даних — 2011.
2. ↑  Deutsche Nationalbibliothek Record #118677357 // Gemeinsame Normdatei — 2012—2016.
3. ↑  CONOR.Sl
4. ↑  Runciman, The Conquest of Constantinople: 1453 (Cambridge: University Press, 1969), pp.192-195
5. ↑  John Antonakos, Noted Greeks Of The Middle Ages, p. 61